# Svinošice
Svinošice (in tedesco Swinoschitz) è un comune della Repubblica Ceca facente parte del distretto di Blansko, in Moravia Meridionale.